# Bow Road (métro de Londres)
Bow Road est une station des lignes : District line et Hammersmith & City line, du métro de Londres, en zone 2. Elle est située au Bow Road, à Bow sur le territoire du Borough londonien de Tower Hamlets.
Des correspondances sont possibles avec la station Bow Church du métro léger automatique Docklands Light Railway (DLR).

## Histoire
La station Bow Road du métro de Londres est mise en service le 11 juin 1902.

## Services aux voyageurs

### Desserte
Mile End est située dans la zone tarifaire 3 de la Travelcard.

### Intermodalité
Elle est en correspondances avec la station Bow Church du métro léger automatique Docklands Light Railway (DLR) située à moins de 300 mètres à pied par le trottoir de la route A11.

## À proximité
- Bow (Londres)